# A Summer Place
A Summer Place (también llamada en español, En una isla tranquila al sur) es una película romántica y dramática de 1959 basada en la novela homónima de Sloan Wilson. Dirigida por Delmer Daves, y protagonizada por Richard Egan, Dorothy McGuire, Sandra Dee y Troy Donahue, contiene un memorable tema musical compuesto por Max Steiner y arreglado por Percy Faith que se mantuvo durante nueve semanas número 1 de la lista Billboard Hot 100 en 1960.

## Sinopsis
Ken Jorgenson y Sylvia Hunter tuvieron un romance de juventud, que no se pudo mantener en el tiempo porque pertenecían a distintas clases sociales. Veinte años más tarde, se reencuentran, pero ahora además tienen que lidiar con el romance de sus propios hijos —tenidos de matrimonios previos—, Molly y Johnny.

## Argumento

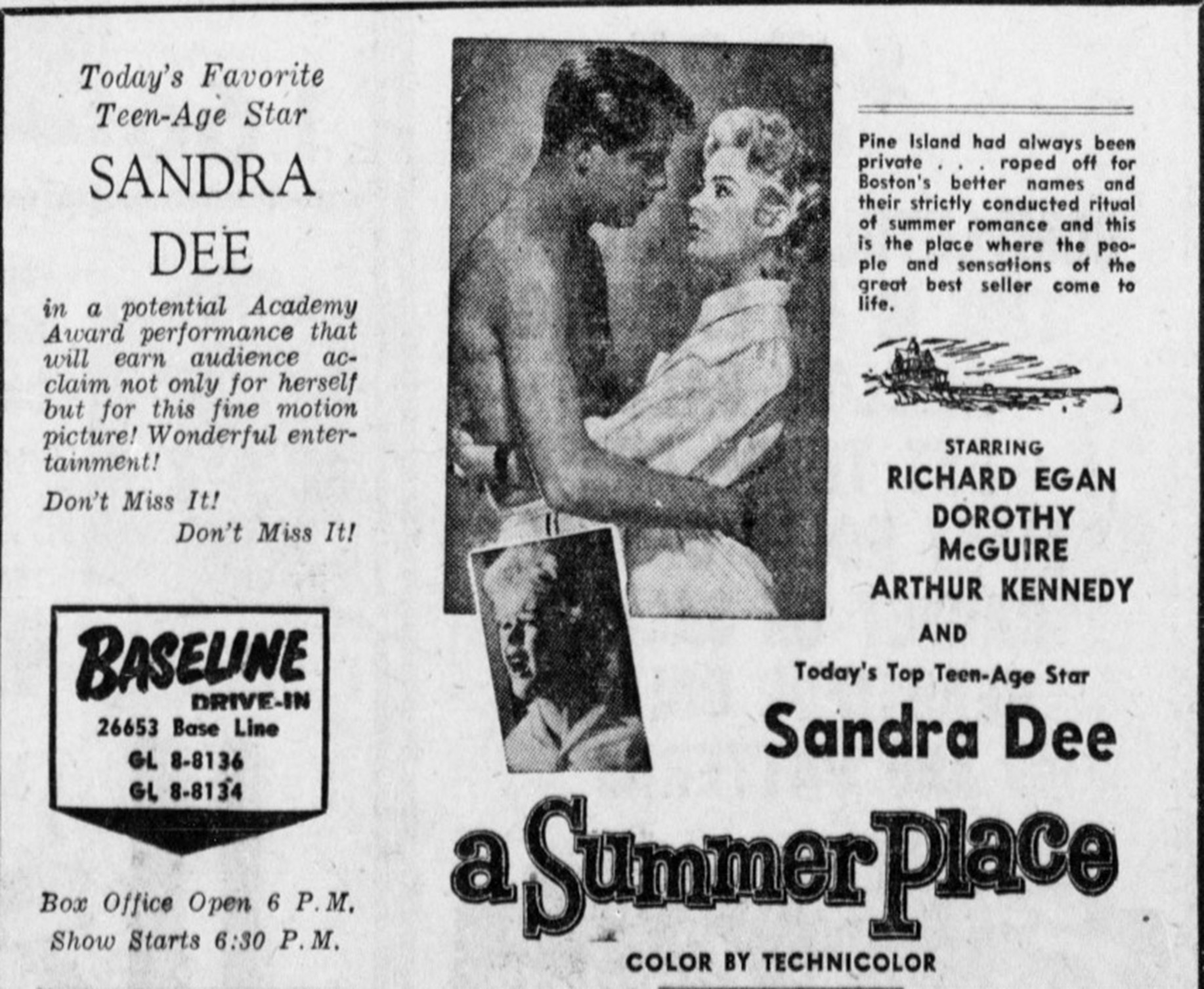
Anuncio del autocine Baseline para la película romántica estadounidense Un lugar de verano. 31 de diciembre de 1959.

El alcohólico Bart Hunter (Arthur Kennedy), su sufrida esposa Sylvia (Dorothy McGuire) y su hijo adolescente Johnny (Troy Donahue) regentan una posada en ruinas en Pine Island, frente a la costa de Maine. La posada era antes la elegante mansión familiar de Bart en un exclusivo complejo turístico, pero como la fortuna de su familia ha menguado, los Hunter se ven obligados a alquilar habitaciones a huéspedes de pago. Bart recibe una solicitud de reserva de un viejo conocido, Ken Jorgenson (Egan), que hace 20 años era un humilde socorrista en la isla, pero que ahora es un exitoso químico investigador y millonario. Ken quiere traer a su mujer y a su hija a la isla para pasar el verano. Bart insinúa que Ken sólo viene a enseñorearse de su nueva riqueza por encima de Bart, que ya no es rico. Bart quiere rechazar la reserva, pero Sylvia insiste en que acepte porque necesitan el dinero urgentemente, incluso llegando a mudarse ellos mismos a la pequeña casa de invitados para poder alquilar su propio dormitorio principal a Ken y su familia.
Ken llega con su esposa Helen (Constance Ford) y su hija adolescente Molly (Sandra Dee). Helen y Ken tienen un matrimonio infeliz, duermen en habitaciones separadas y discuten con frecuencia, incluso sobre las normas de comportamiento adecuadas para su hija. Helen es una mojigata que desaprueba el desarrollo de la figura de Molly y su sano interés por los chicos, en particular Johnny Hunter, que también se siente atraído por Molly. Ken es mucho más relajado y permisivo, y le dice a su hija que sus deseos naturales no son vergonzosos. Helen también intenta, sin éxito, darse aires e impresionar a los residentes de clase alta de la isla, mientras que a Ken no le interesan las pretensiones e incluso está encantado de hablar con personas mayores que le recuerdan de cuando trabajaba como socorrista.
Resulta que Ken y Sylvia fueron amantes hace 20 años, cuando eran adolescentes. Pronto se hace evidente que aún se quieren y que se han echado de menos durante muchos años, y que Ken regresó a Pine Island con la esperanza de volver a ver a Sylvia. Habían roto porque Ken era un estudiante universitario pobre, mientras que Bart era hijo de una familia rica y establecida, así que Sylvia se casó con Bart, y Ken, después de ver el anuncio de boda de Sylvia en el periódico, se casó con Helen. Ambos matrimonios fueron infelices, pero Ken y Sylvia siguieron con ellos por el amor que sentían por sus respectivos hijos, Molly y Johnny. Ken y Sylvia vuelven a sentirse atraídos el uno por el otro y empiezan a verse en secreto todas las noches. Pronto son descubiertos por el vigilante nocturno de la isla, que informa a Helen. Helen guarda silencio al principio, siguiendo el consejo de su madre, que planea pillarles in fraganti para asegurarse un buen acuerdo de divorcio.
Ken se va de viaje de negocios un fin de semana, durante el cual Molly y Johnny, con el permiso de Ken, salen a navegar por la isla. Su barco vuelca en aguas bravas y quedan varados en la playa durante la noche. La Guardia Costera los rescata al día siguiente, pero Helen sospecha que los adolescentes tuvieron relaciones íntimas en la playa, aunque ellos lo niegan. Helen llama a un médico para que examine a Molly a la fuerza y se asegure de que sigue siendo virgen. Horrorizada, Molly huye y ve a Johnny, que amenaza con matar a Helen si vuelve a hacerle daño. Helen se pone en contacto con la policía y, en un arrebato de ira, revela la aventura de Sylvia y Ken delante de Bart, Ken, Sylvia y Johnny. Bart revela que conoce desde hace tiempo el amor de Sylvia por Ken y se ofrece a perdonarla, pero ella no puede volver atrás. Los Hunter y los Jorgenson se divorcian públicamente y Molly y Johnny son enviados a internados separados por varios estados. Molly y Johnny se enfadan con Ken y Sylvia y dejan de hablarles, volviéndose cada vez más dependientes el uno del otro en busca de apoyo emocional, a pesar de las constantes interferencias de Helen y sus críticas a la moral de Molly.
Ken y Sylvia finalmente se casan y se mudan a una casa de playa de Frank Lloyd Wright. Convencen a Molly y Johnny para que les visiten allí, a lo que los adolescentes acceden en gran parte porque les dará la oportunidad de estar juntos lejos de Helen, que no puede impedir la visita debido a una orden judicial. Durante la visita, Molly y Johnny consuman su amor en secreto. Ken y Sylvia sospechan que los adolescentes se acuestan juntos y se preocupan por los posibles efectos nocivos, pero en vista de su propia historia adolescente, sienten que no pueden ordenar a Molly y Johnny que dejen de amarse. Poco después, Molly descubre que está embarazada y Johnny y ella huyen juntos planeando casarse. Buscan la bendición de Bart, pero éste está a punto de ser ingresado en el hospital de veteranos para tratarse unas úlceras debidas a su alcoholismo, y borracho intenta disuadirles de casarse, llamando más tarde a Helen para comunicarle lo sucedido. El juez de paz local ve que no tienen edad legal para casarse y los rechaza. Desesperados, Molly y Johnny van a casa de Ken y Sylvia, que les apoyan. Al final, los felices Johnny y Molly, recién casados, regresan a Pine Island para su luna de miel.

## Reparto
| Actor           | Personaje       |
| --------------- | --------------- |
| Richard Egan    | Ken Jorgenson   |
| Dorothy McGuire | Sylvia Hunter   |
| Sandra Dee      | Molly Jorgenson |
| Arthur Kennedy  | Bart Hunter     |
| Troy Donahue    | Johnny Hunter   |